# Tensor Trucks
Tensor Trucks is een bedrijf dat skateboard trucks fabriceert. Het is opgericht door professioneel skateboarder Rodney Mullen in 2000. Tensor is een dochterbedrijf van Dwindle Distribution. De fabriek staat in China.

## De Trucks
De trucks worden gemaakt in drie verschillende groottes: hi, mid en lo. Dit heeft te maken met de diameter van de wielen. Hi is gemaakt voor diameters van 54mm tot 58mm, mid voor 52mm tot 54mm en lo voor kleiner dan 52mm.

## Team

### Huidig Team
- Rodney Mullen
- Daewon Song
- Ronnie Creager
- Enrique Lorenzo

### Oud Teamleden
- Chris Haslam (Skate nu voor Independant Trucks.)
- Ryan Sheckler (Skate nu voor Silver Trucks.)